# لي وو-يونغ
لي وو-يونغ (هانغل: 이우영) هو مدرب كرة قدم ولاعب كرة قدم كوري جنوبي في مركز الهجوم، ولد في 19 أغسطس 1973 في كوريا الجنوبية. شارك مع منتخب كوريا الجنوبية تحت 23 سنة لكرة القدم ومنتخب كوريا الجنوبية لكرة القدم. أما مع النوادي، فقد لعب مع أويتا ترينيتا وجامعة يونسي ونادي سول.

## وصلات خارجية
- لي وو-يونغ على موقع الاتحاد الدولي (مؤرشف)  (الإنجليزية)
- لي وو-يونغ على موقع دوري كوريا الجنوبية (الإنجليزية)
- لي وو-يونغ على موقع ناشيونال فوتبول تيمز (الإنجليزية)
- لي وو-يونغ على موقع أوليمبيديا (الإنجليزية)